# Ignatius L. Donnelly

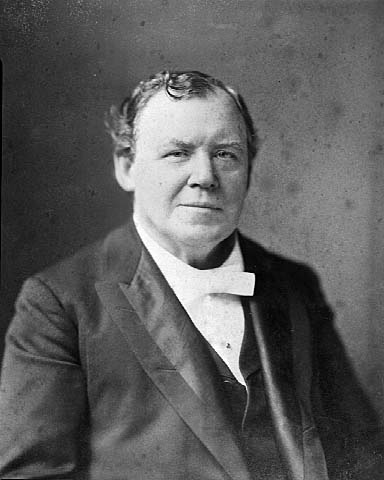
Ignatius L. Donnelly

Ignatius Loyola Donnelly (3. listopadu 1831, Filadelfie – 1. ledna 1901, Minneapolis, Minnesota) byl právník, amatérský badatel, spisovatel, politik. Hlavně ovšem amatérský badatel věnující se ztracenému kontinentu Atlantida a analýze autorství Shakespearových her. Na téma Atlantida vydal několik knih a je nazýván otec atlantologie.

## Životopis
Nadaný fyzickou i duševní energií již ve 22 letech provozoval právnickou praxi. V roce 1857 zakoupil pozemek poblíž města St. Paul v Minnesotě s úmyslem založit zde velké město s názvem Nininger City. Jeho plány ukončil hospodářský pokles, k vybudování města nikdy nedošlo. Donnelly se tedy zaměřil na politickou kariéru. V 28 letech byl zvolen zástupcem guvernéra ve státě Minnesota, po čtyřech letech se stal členem Sněmovny reprezentantů za Republikánskou stranu, kde setrval 8 let. Během těchto dvou volebních období strávil mnoho času v Kongresové knihovně. Volby v roce 1870 už nevyhrál. Vrátil se domů a pustil se do psaní své knihy Velký kryptogram, ve které popírá autorství Shakespearových her. Tato kniha nebyla přijata dobře. Popularitu mu přinesly až knihy a přednášky o Atlantidě. Dokonce britský ministerský předseda William E. Gladstone napsal Donnellymu obdivný dopis a přesvědčoval britský parlament, aby odhlasoval částku na financování expedice, jež by se věnovala hledání zmizelého kontinentu. Donnelly zemřel v roce 1901 s vědomím, že se stal zakladatelem novodobé atlantologie.

## Dílo
- Velký kryptogram (The Great Cryptogram), vydaná roce 1888 na téma autorství Shakespearových her. Donnelly v knize uvádí své důvody, kvůli kterým došel k přesvědčení, že skutečným autorem Shakespearových her je Francis Bacon. Odcestoval do Anglie a přednášel na toto téma v Oxfordu a Cambridge. Akademici s jeho názorem nesouhlasili a knihy byla naprostým debaklem.
- Atlantis, předpotopní svět (Atlantis: The Antediluvian World), vydaná v roce 1882 v nakladatelství Harpers and Brothers. Tato monografie o zmizelém kontinentu se okamžitě stala senzací. V českém překladu vyšla publikace v roce 1913 (nakl. Topič) a znovu v roce 1924 (nakl. Lukavský). Kniha se stala bestselerem a iniciovala téma Atlantidy jako zmizelé civilizace. Kniha je někdy dokonce zvána bible atlantologie.
- Ragnarök, věk ohně a štěrku (The Age of Fire and Gravel), vydaná 1883. V knize vysvětlil svou víru, že potopa (stejně jako zničení Atlantidy a vyhynutí mamutů) byla způsobena kolizí Země s mohutnou kometou. Tato kniha se rovněž prodávala dobře a obě knihy měly nepochybně vliv na vývoj kontroverzních myšlenek dalších badatelů, například Immanuela Velikovského o půl století později.

## Význam
Donnellyho knihy dosáhly mnoha vydání v řadě zemí. Na základě Platónova příběhu sestavil příběh, který předčil vše, co Platón o údajně zmizelém kontinentu napsal. Zmizení Atlantidy, která podle jeho teorie ležela v Atlantském oceánu, srovnával s biblickým příběhem o potopě. Tvrdil, že veškerá civilizace pochází z tohoto mytického, dávnou katastrofou zničeného ostrova. Sestavil srovnávací tabulku písma v různých jazycích. Srovnával egyptské hieroglyfy, písmo hebrejské, fénické, písmo starořečtiny a na základě jejich podobnosti dokazoval, že všechna musí pocházet z jediného společného zdroje. Donnelly byl přesvědčivý řečník, jeho nepochybná vzdělanost, pevné přesvědčení o vlastní pravdě a hlavně neutuchající nadšení dokázalo na jeho přednáškách přesvědčit širokou veřejnost. Občas ovšem s fakty manipuloval, mnoho důkazů uváděných Donnellym bylo prokazatelně chybných už v době, kdy své knihy psal. Přesto zájem o Atlantidu, který Donnelly vyvolal, trvá dodnes a Donnelly je právem zván otec atlantologie.